# Ligne 1 du tramway de Galați
Pour les articles homonymes, voir Ligne 1.
La ligne 1 est une ligne de tramway longue de 10,2 km, en service depuis 1977, et circule sur le territoire de Galați en Roumanie.
L'aménagement urbain de la ligne a été réalisé par les architectes urbanistes de TransUrb et de la mairie de Galați (quais, stations, revêtements, plantations, mobiliers urbains).

## Tracé
Les stations du tracé retenu sont listées ci-dessous :
|  |  |   |  |  | Stations                   | Lat/Long                     | Zone | Quartiers       | Correspondances            |
|  |  | - |  |  | -------------------------- | ---------------------------- | ---- | --------------- | -------------------------- |
|  |  | o |  |  | Terminus Aeroport          | 45° 27′ 20″ N, 28° 01′ 44″ E | 3    | Aeroport        | 36 39 39b 40 (à distance)  |
|  |  | o |  |  | Henri Coanda - Micro 38-39 | 45° 27′ 18″ N, 28° 01′ 27″ E | 3    | Aeroport        | 36 39 39b 40               |
|  |  | o |  |  | Traian Vuia - Micro 38-40  | 45° 27′ 02″ N, 28° 01′ 25″ E | 3    | Aeroport        | 36 39 39b 40               |
|  |  | o |  |  | Aurel Vlaicu - Micro 40    | 45° 26′ 56″ N, 28° 01′ 33″ E | 3    | Aeroport        | 36 39 39b 40               |
|  |  | o |  |  | I.C.Frimu - Tecuci         | 45° 26′ 35″ N, 28° 01′ 19″ E | 3    | I.C.Frimu       | 36 39 39b 40               |
|  |  | o |  |  | Piața Energiei             | 45° 26′ 25″ N, 28° 01′ 14″ E | 3    | Siderurgiștilor | 39 39b 40                  |
|  |  | o |  |  | Liceul 9                   | 45° 26′ 25″ N, 28° 00′ 54″ E | 3    | Siderurgiștilor | 5 6 46                     |
|  |  | o |  |  | Gara Filești               | 45° 26′ 26″ N, 28° 00′ 34″ E | 3    | Filești         | 5 6 46 Caile Ferate Romane |
|  |  | o |  |  | Viaduct                    | 45° 26′ 28″ N, 27° 59′ 28″ E | 3    | Filești         | 5 6 46                     |
|  |  | o |  |  | Combinatul Siderurgic      | 45° 26′ 23″ N, 27° 59′ 20″ E | 3    | Combinat        | 5 6 46                     |

Les noms des stations ne sont pas définitifs. Les coordonnées et les zones sont approximatives.